# 安野モヨコ
安野 モヨコ（あんの もよこ、1971年3月26日 - ）は、日本の漫画家。株式会社カラー取締役。東京都杉並区出身、多摩市育ち。血液型O型。関東高校（現・聖徳学園高校）卒業。別名義に安野 百葉子（読み同じ）。
夫は映画監督の庵野秀明。同じ漫画家の小島功は伯父にあたる。

## 来歴
高校在学中の1989年、『別冊少女フレンドDXジュリエット』7月号に『まったくイカしたやつらだぜ!』が掲載されデビュー。安野がファンレターを送り、返事が来たのがきっかけで、その後連載を持つまでは岡崎京子のアシスタントを務める。
1995年から『FEEL YOUNG』で『ハッピー・マニア』の連載を開始（1998年7月にフジテレビ系でドラマ化）。『ハッピー・マニア』がドラマ化された同年5月より、『VoCE』にてイラスト&エッセイ作品『美人画報』の連載を開始。
2002年3月26日に庵野秀明と結婚。新婚生活を題材にしたエッセイ漫画『監督不行届』を発表する（2014年にアニメ化）。
2005年6月、少女漫画誌『なかよし』に連載された『シュガシュガルーン』で第29回講談社漫画賞児童部門を受賞。同年7月よりテレビ東京系でアニメ化された。
2006年5月、夫の庵野が設立したアニメ制作会社・株式会社カラーの取締役に就任。社名は安野の命名による。
2006年8月からは『週刊文春』にて、食べ物を題材としたエッセイ『くいいじ』を連載（2007年10月連載終了、2009年11月単行本化）。
2006年10月、『モーニング』にて連載中だった『働きマン』がフジテレビ系『ノイタミナ』枠でアニメ化。同作は2007年10月に日本テレビ系でドラマ化された。
2007年2月、『イブニング』で連載された『さくらん』が、蜷川実花監督により実写映画化された。同年4月より、『朝日新聞』日曜版にてショート漫画『オチビサン』連載開始。
2008年3月、体調不良による休養のため『オチビサン』以外の漫画連載を休業することを発表する。
2009年は安野の漫画家生活20周年にあたり、様々な企画が催された（デビュー20周年記念活動の項参照）。
2012年4月6日、夫の名をつけた小惑星「庵野秀明」に続き、火星と木星の軌道の間にある小惑星が「安野モヨコ（Moyocoanno）」と命名される。
2013年11月から『FEEL YOUNG』にて、『鼻下長紳士回顧録』で5年8か月ぶりに連載復帰（2018年3月連載終了）。同作は2020年、第23回文化庁メディア芸術祭マンガ部門優秀賞を受賞した。
2016年11月、株式会社カラーの10周年記念として、書き下ろし漫画『おおきなカブ(株)』を公開。後に自身の公式サイトで全ページを公開したほか、カラーのスタッフによりアニメ化され、公式YouTubeチャンネルで無料公開された。
2017年7月、『FEEL YOUNG』2017年8月号に『ハッピー・マニア』の続編となる『後ハッピーマニア』を単話掲載。2019年10月号（2019年9月）より連載化。
2020年、世田谷文学館でデビュー30周年を記念した『安野モヨコ展 ANNORMAL』を開催。
2021年7月、伊勢丹新宿店本館6階催物場で開催の「大正ロマン百貨店DX」のイベント公式アンバサダーに就任。
2024年、デビュー35周年を記念し「安野モヨコ選集」と題した企画を始動。

## 人物
- ペンネームは夢野久作『ドグラ・マグラ』の登場人物「呉モヨ子」、および作家・安野光雅の名前から取って名付けられた[2][14]。
- 自画像はロンパースを着た女児。『監督不行届』でも自身をモチーフとした「ロンパース」として登場する[8]。
- 趣味は読書で、「今でも毎日必ず3回は読書の時間を作ります」と語っている[2]。好きな作家として、内田百閒、岡本綺堂、谷崎潤一郎、寺田寅彦[15]、永井荷風、夢野久作、澁澤龍彦ら大正・昭和の作家を挙げている。好きな漫画に『バジル氏の優雅な生活』、好きな小説に『流れる』、好きな映画に『股旅』[16]を挙げたことがある。
- 子供の頃から甘い物が苦手で、駄菓子屋で買うのは「よっちゃんイカ」と「都こんぶ」だった。大人になってからも自宅に砂糖を置いておらず、料理の際にはみりんや蜂蜜を使う。南瓜が食べられるようになったのは最近のことという[17]。
- 成田三樹夫を好きな俳優の一人に挙げており[2]、『働きマン』の主要キャラクターの名前は、成田を含む『仁義なき戦い』シリーズのキャストの名前に由来している。ただ、それについて特に意味は無いと語っている。
- 高校の同級生に元プロ野球選手の江藤智がおり、1学年上にはMr.Childrenの桜井和寿・田原健一・中川敬輔がいる。

## 評価
- 夫の庵野秀明は、2005年発売の『監督不行届』内のインタヴューで、彼女の漫画の凄いところは「マンガを現実からの避難場所にしていないところ」と語り、「今のマンガは、読者を現実から逃避させて、そこで満足させちゃう装置でしかないものが大半で、マニアな人ほど、そっちに入り込みすぎて一体化してしまい、それ以外を認めなくなってしまう」とし、彼女のマンガは「マンガを読んで現実に還る時に読者の中にエネルギーが残るようなマンガで、読んでくれた人が内側にこもるのではなく外側に出て行動したくなるマンガ」「現実に対処して他人の中で生きていくマンガ」と語り、エヴァで自分が最後迄出来なかったことが彼女のマンガで実現されていて衝撃を受けた事を語った[18]。

## デビュー20周年記念活動
2009年に様々なアーティスト活動が行われた。
- 5月 - 初の個展となる《安野モヨコ展》を大阪のギャラリー・センティニアルにて開催[19]。
- 6月 - 『季刊Prints21 No.91 2009年秋号：安野モヨコ デビュー20周年記念号』が刊行[20]。
- 7月 - 化粧品ブランド・シュウ ウエムラと安野のコラボレーションによるコレクション“Tokyo Kamon Girls”が全世界で発売[21]。表参道ヒルズにて特別展覧会も開催された[22]。また、“Tokyo Kamon Girls”の中のSAKURAKOという女の子をイメージした作品『夜の提灯』も制作された[23]。
- 同月 - デザインを一新した『ハッピー・マニア』新装版の刊行がスタート。
- 10月 - 東京初となる個展《安野モヨコ展 レトロモダンな世界》が弥生美術館3階にて開催。同美術館1、2階に展示された《『少女の友』展》との同時開催だった。安野は幼い頃から蕗谷虹児、中原淳一、松本かつぢらのファンであり、『少女の友 創刊100周年記念号』[24]には安野のインタビューが掲載されている。
- 同月 - 個展の展示作品を収録した『蔦と鸚鵡 -安野モヨコ紙版画集-』[14]が刊行。表題の通り、作品のところどころに鸚鵡のモチーフが描かれている。『VOGUE NIPPON』2009年6月号に掲載された作品にも『鸚鵡師 IA』というタイトルが付けられていた。
- 11月 - 『くいいじ』上下巻が発売。

## 単行本リスト

### 漫画
- 超感電少女モナ（1994年、講談社） 短編集。
- TRUMPS!（1994年、別冊少女フレンド、講談社）
- PEEK A BOO!（1995年、講談社） 短編集。
- ハッピー・マニア（1995年、FEEL YOUNG、祥伝社） - 1998年、フジテレビ系でテレビドラマ化。
- ジェリー イン ザ メリィゴーラウンド（1997年、CUTiE、宝島社） - 1998年、テレビ東京系でテレビドラマ化。
- パトロール・QT（1997年、別冊少女フレンド、講談社）
- 脂肪と言う名の服を着て（1997年、週刊女性、主婦と生活社）
- チェイシング・エイミー（1998年、青山出版社）
- ラブ・マスターX（1998年、CUTiE comic、宝島社）
- エンジェリック・ハウス（1999年、Amie、講談社）
- カメレオン・アーミー（1999年、祥伝社） 短編集。
- ジェリービーンズ（1999年、CUTiE、宝島社） - 後になかよしプレミアムKC（講談社）から単行本発売。
- ツンドラ ブルーアイス（2000年、YOUNG YOU、集英社）
- 花とみつばち（2000年、週刊ヤングマガジン、講談社）
- ベイビーG（2001年、CUTiE、飛鳥新社）
- さくらん（2001年、イブニング、講談社） - 2007年、映画化（監督：蜷川実花、主演：土屋アンナ）。
- シュガシュガルーン（2003年、なかよし、講談社） - 第29回講談社漫画賞児童部門受賞。2005年、テレビ東京系でアニメ化。
- 働きマン（2004年、モーニング、講談社） - 2006年、フジテレビ系ノイタミナ枠でアニメ化。2007年、日本テレビ系でテレビドラマ化。
- 監督不行届（2005年、FEEL YOUNG、祥伝社） - 2014年、テレビ東京系でアニメ化。
- オチビサン（2008年、朝日新聞、朝日新聞出版） - 2023年、NHK総合でアニメ化。
- バッファロー5人娘（2013年、CUTiE comic、祥伝社／コルク） - 未完であるが出版している。
- 鼻下長紳士回顧録（2013年、FEEL YOUNG、祥伝社）
- 後ハッピー・マニア（2020年、FEEL YOUNG、祥伝社） - 「ハッピー・マニア」（1995年）の続編。「このマンガがすごい!2021」オンナ編2位受賞[25]。
- 安野モヨコ選集
  - さくらん（2024年、小学館） - 2005年イブニングに掲載された第2章も収録[13]。
  - プレイボーイ団地 / 脂肪と言う名の服を着て（2024年、小学館）[26]
  - 花とみつばち（2024年、小学館） - 全4巻[27]

### エッセイ、画集
- 美人画報（1998年、VoCE、講談社）
- ハッピーマニア イラスト集（1999年、祥伝社）
- 日記書いてる場合じゃねぇよ（2001年、PARCO出版）
- 美人画報ハイパー（2001年、講談社）
- 安野モヨコ対談集 ロンパースルーム（2003年、ロッキング・オン）
- 美人画報ワンダー（2003年、講談社）
- 蔦と鸚鵡 安野モヨコ紙版画集（2009年、実業之日本社）
- くいいじ（2009年、文藝春秋）
- オチビサンのひみつのはらっぱ（2014年、講談社）
- 安野モヨコ STRIP!（2016年、小学館）
- 安野モヨコ ANNORMAL（2020年、小学館）
- 還暦不行届（2023年、祥伝社）

### その他関連本
- 花とみつばち Memorial モテバイブル（2003年、講談社）
- さくらん オフィシャルガイドブック（2007年、講談社）
- 働きマン Make It Beauty!（2007年、講談社）
- 働きマン 明日をつくる言葉（2007年、講談社）
- 働きマン 仕事人に聞く（2007年、講談社）
- 働きマン Make It Healthy!（2007年、講談社）
- 文藝別冊「総特集 安野モヨコ」（2003年、河出書房新社）
- プリンツ21 2005年秋号 特集・安野モヨコ（2005年、プリンツ21）
- プリンツ21 2009年秋号 特集・安野モヨコ（2009年、プリンツ21）

## メディア出演
- AERA（2003年5月5日、朝日新聞出版）
- 情熱大陸（2004年2月22日、TBS）
- プロフェッショナル 仕事の流儀 庵野秀明スペシャル（2021年3月22日、NHK総合）
  - BS1スペシャル「さようなら全てのエヴァンゲリオン〜庵野秀明の1214日〜」（2021年4月29日、NHK BSP）[28] ※上記番組の再編集版
- ボクらの時代（2022年4月17日、フジテレビ）- 伊藤理佐、二ノ宮知子と鼎談[29]

## その他

### アニメ
- よい子のれきしアニメ おおきなカブ（株）（2016年） - 原作・脚本・キャラクターデザイン
- 3月のライオン（2016年）- 第1シーズン第11話エンドカード[30]

### 映画
- キューティーハニー（2004年） - キャラクターデザイン
- 恋の門（2004年、松尾スズキ監督作品） - 旅館経営者夫婦役で夫・庵野と共にカメオ出演
- 日本沈没（2006年、樋口真嗣監督作品） - 学者の娘夫婦役で夫・庵野と共にカメオ出演
- シン・エヴァンゲリオン劇場版（2021年） - キャラクターデザイン

### ゲーム
- KISSしよ![31] - キャラクターデザイン
- デートしよ![32] - キャラクターデザイン